# La muerte de las ratas (Mundodisco)
La Muerte de las ratas es uno de los personajes del Mundodisco, la saga de novelas escritas por Terry Pratchett. Aparece por primera vez en el libro El segador y es un personaje frecuente en las siguientes novelas.

## Características
Al igual que el personaje de La Muerte original se encarga de recoger las almas, de ratas, ratones y otros animales pequeños. Puede atravesar paredes, conoce el pasado y el futuro y emite un sonido como KRIIK o QUIK que varia según la traducción. Tenía planes de montar un gato o algo por el estilo, En Soul Music monta un cuervo. Realiza cameos en muchas de las novelas siguientes, en una ocasión recolecta el alma de un ser humano (muy cercano a las ratas) y su único sonido es tan expresivo como el Oook del bibliotecario.

## Hogar y familia
Tiene una realidad propia en la que vive junto a la muerte original y el mago Alberto Malich. 

## Trabajo
Recolecta el alma de los roedores y otras criaturas pequeñas que no son tan problemáticos como los seres humanos y simplemente se resignan y lo acompañan. Es mucho más responsable en su misión que la muerte original y el gremio de ratoneros conoce de su existencia.
- Datos: Q56316332